# Кайкей
Кайкей (*快慶, 2-а пол. XII ст. — поч. XIII ст.) — середньовічний японський скульптор періоду Камакура. Відомий також як «Ан Аміда Буцу».

## Життя та творчість
Достеменно про походження нічого невідомо. Можливо, був родичем Кокея, представника школи скульпторів Кей. Кокей всиновив Кайкея, який був водночас його учнем. Разом зі зведеним братом Ункеєм продовжив та розвив традиції школи Кей. Замолоду потрапив під вплив Тьогена, ченця секти Дзьодо. В результаті Кайкей став завзятим буддистом, змінивши ім'я на Ан Аміда Буцу.
Значний вплив на його творчість вплинули саме вірування самого скульптора. Він виробив власний стиль, що дістав назву Аннамі. Вже в ранніх працях прослідковується схильність до реалістичного зображення божественних особистостей й уваги до одягу, що задраповано глибокими згинами, а також до облич, що виказують гідність і чарівність.
Першою відомою робою є «Бодхісатви Міроку, що стоїть», яку виконано 1189 року для монастиря Тодай, над відновлення оздоблення якого працював разом з Дзьокаку. У високій, художньо виконаній зачісці Міроку, чудовому одязі зі згинами, довгих шарфах помітно китайський вплив. Разом з Дзьокаку працював над створенням «Ґуаньїнь» і стоячого Будди. Також ним створено один з міфічних буддистських царів Кьомоку-тен.
У 1195—1197 роках створив для монастиря Дзьодо (в м. Оно) відому «Трійцю Аміди». Трохи попереду стоять божества Сейсі і Каннон (обидва заввишки 375 м), а головна статуя Аміда становить 530 м. На головах усіх божеств розташовано тіарою з буддою в центрі, що приховують зачіски. Дивовижна довжина нігтів на руках, що є нехарактерним для подібних скульптур.
1201 року працював над численними скульптурами для монастиря Сіндайбуцу. Згодом також виконав значне замовлення для монастиря Хасе-дара (поблизу м. Нара). 1203 року отримав почесне звання хоккьо. У 1210 році отримав вищий ступінь хоген, який міг мати митець.